# 弔問者芳名録
弔問者芳名録（ちょうもんしゃほうめいろく）とは、ある者が死亡した後に哀悼の意を表すために氏名などを記載する名簿。
病気や事故、大きな災害などによる死亡後、弔問者名簿は公共の場所、特に葬儀の時に置かれる場合が殆どである。弔問者芳名録が閉じられた後は親族に渡されるか、まれにアーカイブに保管される。また著名人の場合、弔辞の公的記録はコンパイルされ再版される場合がある。
最近ではデジタル弔問者芳名録も出現し、人々はネットで署名することもできる。